# Macrochaeta pege
Macrochaeta pege är en ringmaskart som beskrevs av Banse 1969. Macrochaeta pege ingår i släktet Macrochaeta och familjen Acrocirridae. Inga underarter finns listade i Catalogue of Life.